# یوریدیا
یوریدیا فرانسیسکا گاکسیولا فلورس (هرموسیلو، ۴ اکتبر ۱۹۸۶)، معروف به یوریدیا، خواننده و ترانه‌سرای مکزیکی است. او در سال ۲۰۰۵ به عنوان یکی از شرکت کنندگان نسل چهارم در نمایش واقعیت مکزیکی La Academia به شهرت رسید، جایی که او در جایگاه دوم قرار گرفت. دارای شش آلبوم استودیویی: صدای یک فرشته، (۲۰۰۵)، قلب صحبت می‌کند (۲۰۰۶)، بین پروانه‌ها (۲۰۰۷)، هیچ چیز صورتی نیست (۲۰۰۹)، برای من (۲۰۱۱) و ۶. (۲۰۱۵) و یک آلبوم زنده Primera fila: Yuridia (2017). او یکی از مترجمان مکزیکی است که دستاوردهای تجاری زیادی در صنعت موسیقی دارد و بیش از ۲ میلیون آلبوم فروخته شده‌است.

## زندگی‌نامه
یوریدیا در ۴ اکتبر ۱۹۸۶ در شهر هرموسیلو، سونورا به دنیا آمد. او که از پدری آهنگساز و مادری خواننده به دنیا آمد. او در مسابقات آواز محلی در آریزونا شرکت کرد و در ۸ سالگی به همراه خانواده اش مهاجرت کرد. ۱۰ سال بعد، یوریدیا برای اولین بار در برنامه ای که از شبکه تلویزیونی مکزیکی تی‌وی ازتکا پخش می‌شد، تست داد.